# Парижские бульвары
Пари́жские бульва́ры — во французской столице широкие улицы с аллеями, составляющие с момента их появления важную часть городской и социальной жизни Парижа; были обустроены в 1670—1865 годах на месте бывших городских фортификационных сооружений, в разное время опоясывавших город и приходивших в негодность. Название «бульвар» происходит от голландского слова bolwerc, которое сначала означало оборонительная стена, а затем вал; обсаженные деревьями и служащие для прогулок аллеи, устроенные на прежних крепостных валах, сохранили за собой название бульваров.
Парижские бульвары — излюбленные места прогулок — породили значение «бульварный», синоним праздного и пустого: бульварная пресса — лёгкая пресса; бульварные романы — рассчитанные на низменный вкус; бульварный театр — театр для простонародья, и тому подобное.

## Три кольца бульваров
Три ряда парижских бульваров концентрическими кругами расположились вокруг самой древней части Парижа, острова Ситэ:
- внутренние, устроенные в 1670 году Людовиком XIV на месте прежних укреплений, — Большие бульвары;
- наружные, окружающие старый Париж, — на месте Стены генеральных откупщиков;
- новые, окаймляющие весь Париж между поясной железной дорогой (фр.) и бывшими Тьеровой городской стеной, — бульвары Маршалов.

Много бульваров идёт и в направлении, перпендикулярном Сене. Бульвары считаются лучшими по красоте парижскими улицами, с их двойными и тройными аллеями и великолепными домами; их общая длина 73 км, ширина 28—34 метра.

## Большие бульвары
Большие бульвары расположены на правом берегу, на месте старых городских стен Карла V и Людовика XIII:
- бульвар Бомарше́ (Boulevard Beaumarchais);
- бульвар дэ Фий-дю-Кальве́р (Boulevard des Filles-du-Calvaire);
- бульвар дю Тампль (Boulevard du Temple, проложен в 1656—1705 гг.);
- бульвар Сен-Марте́н (Boulevard Saint-Martin);
- бульвар Сен-Дёни́ (Boulevard Saint-Denis);
- бульвар де Бонн-Нуве́ль (Boulevard de Bonne-Nouvelle);
- бульвар Пуасонье́р (Boulevard Poissonnière);
- Монмартрский бульвар (Boulevard Montmartre; завершён в 1763 году);
- Итальянский бульвар (Boulevard des Italiens);
- бульвар Капуцинок (Boulevard des Capucines);
- бульвар де ла Мадле́н (Boulevard de la Madeleine).

## Османовские бульвары
При Наполеоне III сенский префект Осман осуществил гигантскую перестройку города, сломав множество старых построек и проложив много новых, широких улиц и бульваров, отчасти в видах оживления промышленности, отчасти со стратегическими целями, — для более удобного подавления восстаний, находивших главную точку опоры в узких, извилистых, легко загораживаемых баррикадами улицах старых центральных кварталов. При Османе были также исполнены грандиозные работы по канализации и водоснабжению, построено девять новых мостов, разбито много парков и скверов.
Работы эти стоили колоссальных сумм, но зато оздоровили Париж. Самые низменные части квартала Марэ были ассенизированы благодаря открытию бульвара Генриха IV и широкой улицы Риволи. На склонах холма Св. Женевьевы, в народном квартале Сен-Марсель, прозванном «предместьем страждущих», где в лавках тряпичников собирались все отбросы цивилизации, где кожевенные и пивоваренные заводы загрязняли речку Бьевру, где помещались также фабрика Гобеленов и больница Сальпетриер, проведение нового широкого бульвара способствовало некоторому оздоровлению местности. На правом берегу Сены, в Сент-Антуанском предместье, к востоку от Бастильской площади, в рабочем квартале, где на улице св. Маргариты гнездились, между прочим, тряпичники, был очаг последней холерной эпидемии в Париже, но широкие бульвары способствовали оздоровлению и этой местности.

## Бульвары Стены генеральных откупщиков
Начиная с 1784 года архитектор Леду возводил новую линию фортификационных сооружений Парижа, так называемую Стену генеральных откупщиков, с внешней стороны которой образовались новые бульвары. Крепостная стена, так ненавидимая парижанами, полностью исчезла с возведением новой Тьерской стены, а бульвары остались.

## Бульвары маршалов
В 1920-е годы разрушение Тьерской стены позволило создать третий пояс бульваров, полностью окруживший Париж. Новым проспектам дали имена имперских маршалов. Для парижан они оставались границей Парижа, вплоть до сооружения кольцевой дороги «периферик», которая взяла на себя это определение, хотя, на самом деле, парижская территория выходит на сотни метров за «периф».